# Metagonia delicata
Metagonia delicata är en spindelart som först beskrevs av O. Pickard-Cambridge 1895.  Metagonia delicata ingår i släktet Metagonia och familjen dallerspindlar. Inga underarter finns listade i Catalogue of Life.